# Parnidžio pažintinis takas
Parnidžio pažintinis takas, česky lze přeložit jako Naučná/vyhlídková stezka Parnidžio nebo Naučná/vyhlídková stezka Parnidis, je naučná stezka na populární písečné duně Parnidžio kopa ve městě Nida v Litvě. Nachází se také v národním parku Kurská kosa na Kurské kose v okrese/městě Neringa v Klaipėdském kraji. Trasa stezky vede převážně po zpevněném terénu a je zaměřená převážně na místní historii, mýty, geologii a přírodu.

## Galerie

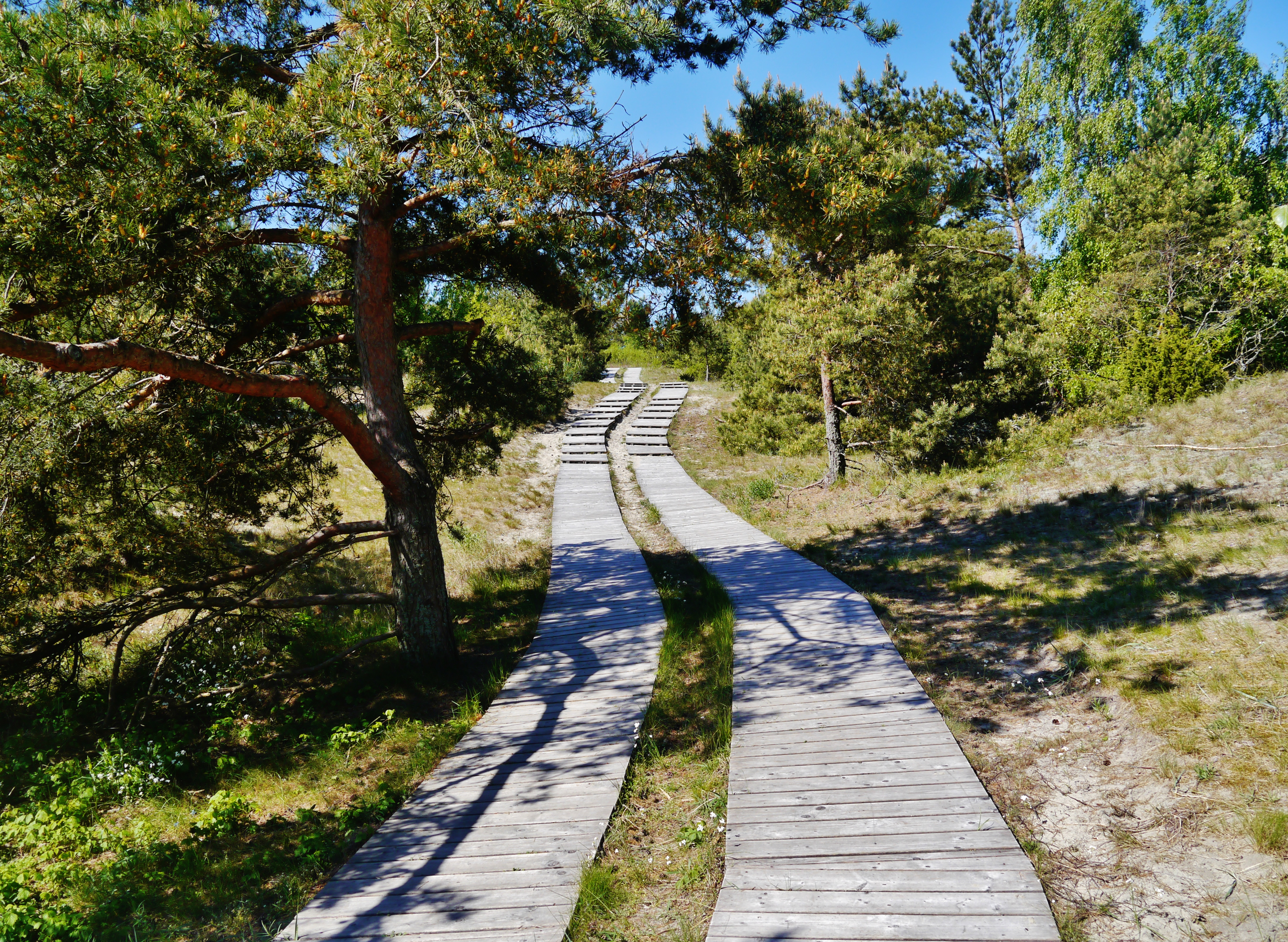
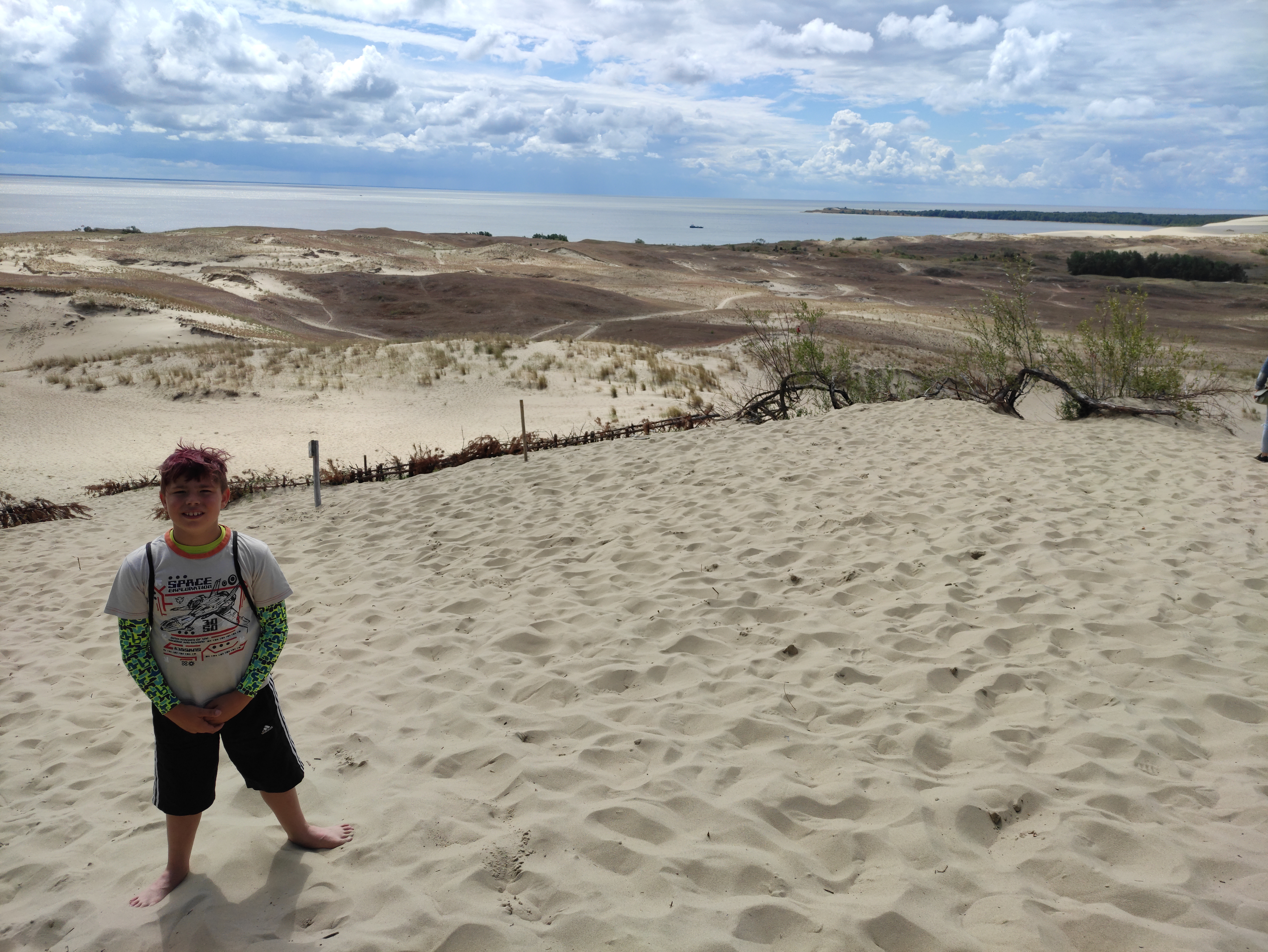
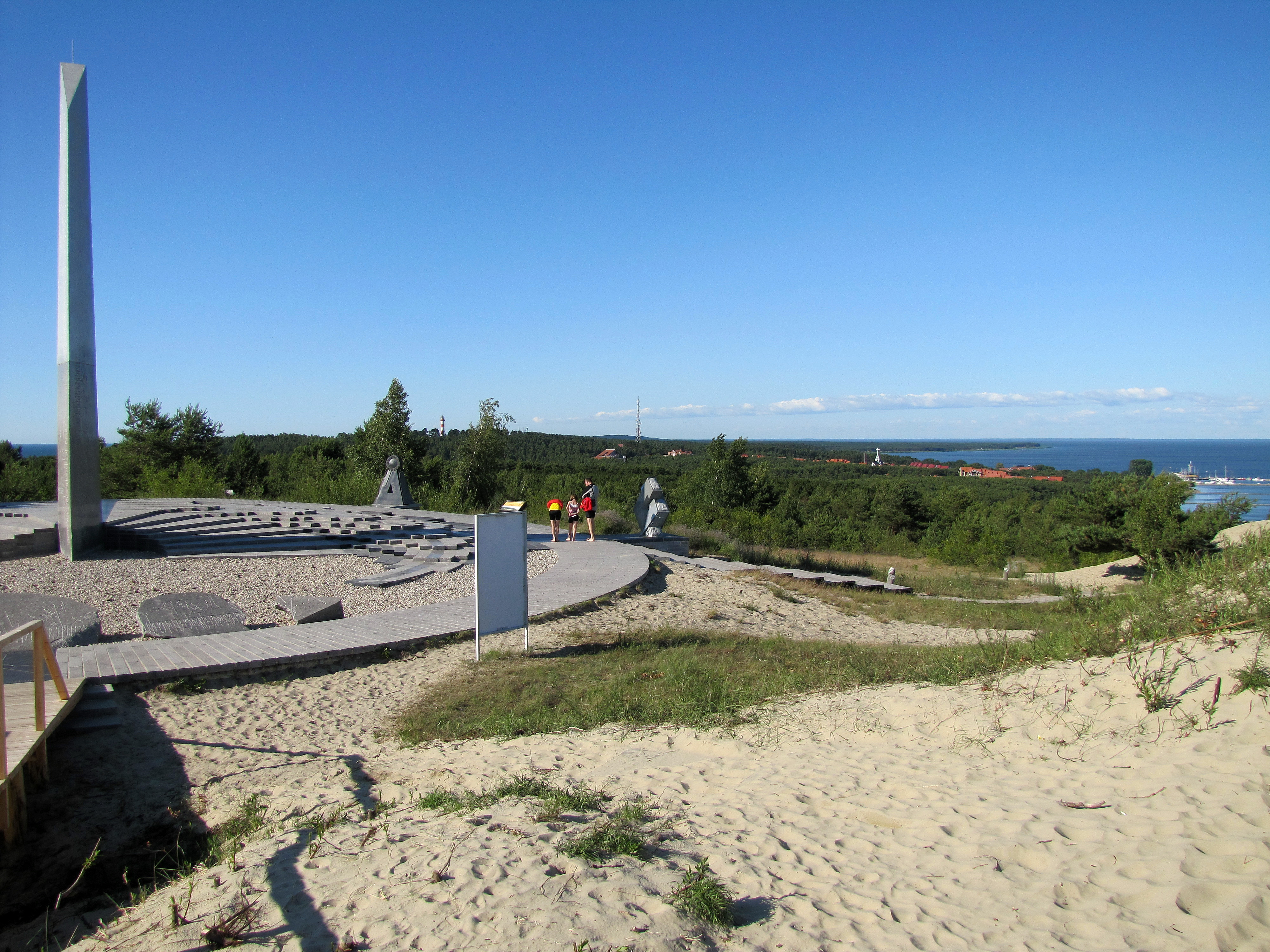
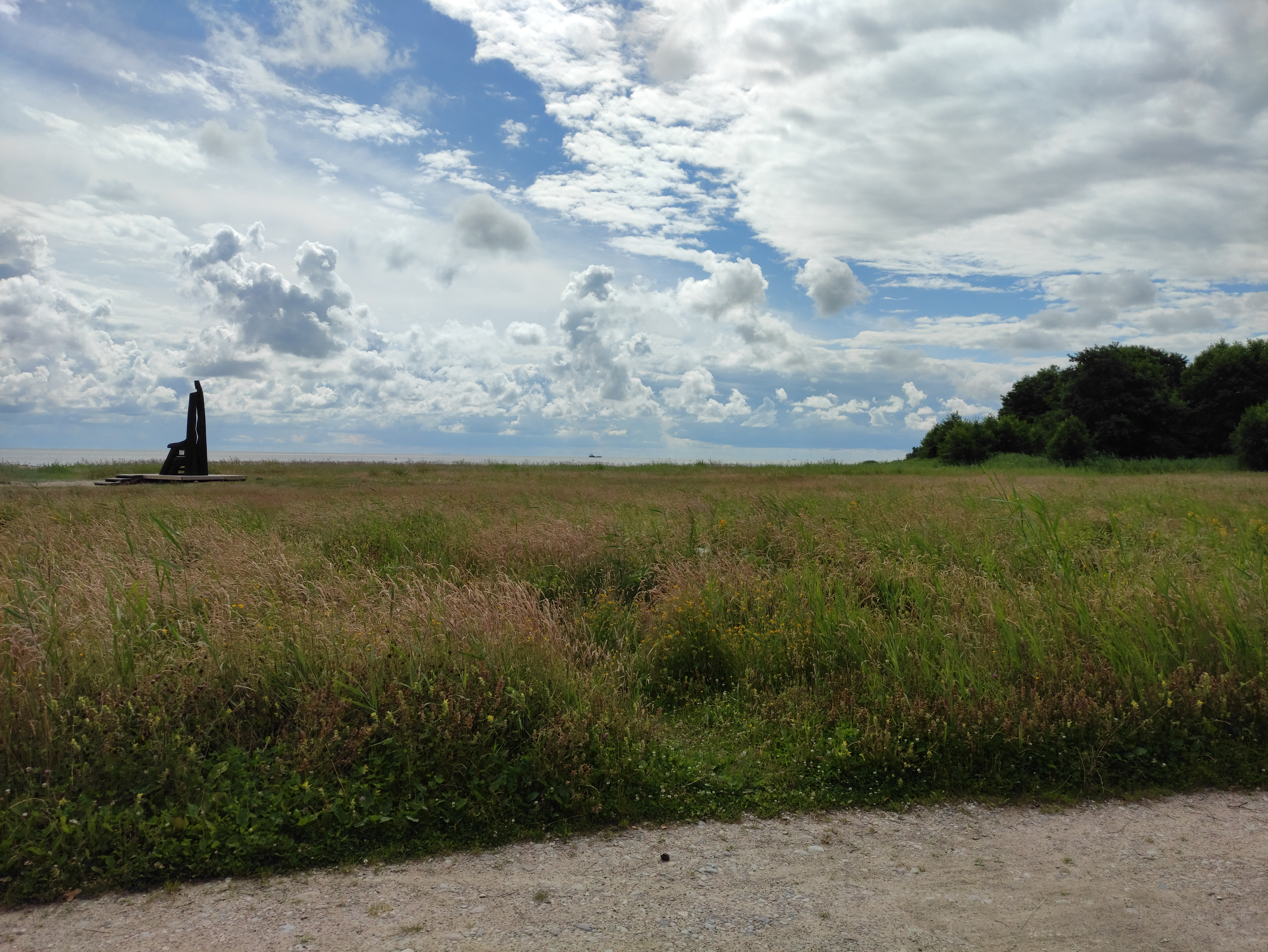

## Další informace
Parnidžio pažintinis takas začíná v údolí Tylos Slėnis v Nidě, pokračuje k soše/křeslu Neringos krėslas a pak stoupá na Parnidžio kopa až na vrchol do nadmořské výšky 52 metrů, odkud je vyhlídka na Baltské moře, poušť, litevskou i ruskou část Kurské kosy a Kurský záliv. Na vrcholu se také nachází Saulės Laikrodis (největší sluneční hodiny a sluneční kalendář z kamene) v Litvě a lavičky. Z vrcholu se stezka stáčí směrem k Nidě, kde se nachází několik dalších vyhlídek. Stezka vede povětšinou na dřevěných povalových chodnících a je doplněná devíti informačními tabulemi. Délka trasy je uváděna různě 1,7 až 2 km.